# Còdex Borbònic
El Còdex borbònic és un dels anomenats còdexs mexiques precolombins o de començaments de l'època colonial espanyola. Està realitzat en paper amate i plegat en forma d'acordió. Els seus fulls mesuren aproximadament 39 x 39,5 cm. Va estar guardat a L'Escorial, Espanya fins a la guerra de la Independència. Després va anar a parar a França de forma desconeguda i amb els primers i els últims fulls arrencats. El 1826 va ser comprat per la biblioteca de la Cambra de diputats de París.
El manuscrit es compon de quatre seccions:
- La primera és un tōnalpōhualli, almanac endevinatori de 260 dies.
- La segona part mostra l'associació dels 9 Senyors de la Nit amb els dies portadors dels anys durant un període de 52 anys.
- La tercera és una relació de les festes del calendari de 18 mesos de vint dies que componen l'any asteca (juntament amb 5 dies finals considerats de mala sort).
- la quarta estableix les dates durant un període de 52 anys.